# Peter Lundgren (volleybollspelare)
Peter Lundgren, född  1 juli 1987, är en svensk volleybollsspelare.
Peter Lundgren är uppvuxen i Timmersdala i Västergötland. Han började först spela fotboll, i tonåren satsade han på handboll, först som 15-åring började han spela motionsvolleyboll för att två år senare börja spela i en klubb. Inför sista gymnasieåret blev han erbjuden en plats på riksidrottsgymnasiet i Falköping men tackade nej.
Lundgren har representerat Sverige i volleybollandslaget sedan 2010.

## Utmärkelser
- 2013 Årets vänsterspiker i danska ligan.

## Klubbar
- 05/06 Falköpings VK, div 2
- 06/07 Falköpings VK, div 2
- 07/08 Floby VK, div 1 / Allsvenskan
- 08/09 Örkelljunga VK, Elitserien
- 09/10 Örkelljunga VK, Elitserien
- 10/11 Örkelljunga VK, Elitserien
- 11/12 Örkelljunga VK, Elitserien
- 12/13 Middelfart VK, Volley ligaen Danmark (högstaligan)
- 13/14 AJ Fonte Bastardo, Division 1 Portugal (högstaligan)